# Abu Nuhas

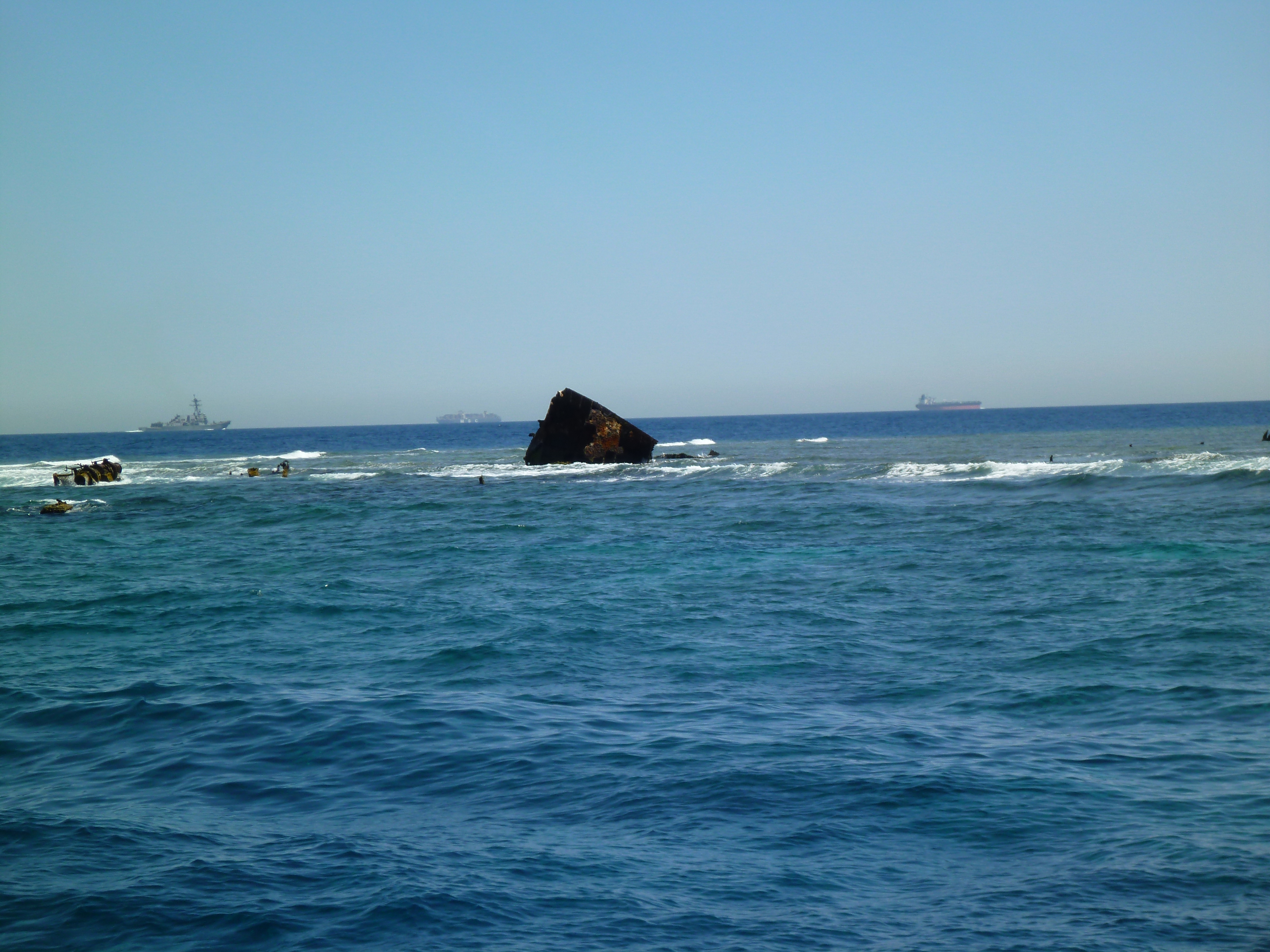
Wrackteile vom Bug der Kimon M. an der Oberfläche des Riffs Schiʿb Abu Nuhas

Schiʿb Abu Nuhas (arabisch شعب أبو النحاس, DMG Šiʿb Abū an-nuḥās ‚‚Vater des Kupfers‘-Riff‘, auch genannt „das Riff der 7 Tode“) ist ein in ägyptischen Hoheitsgewässern liegendes Riff im Norden des Roten Meeres. Es befindet sich im Golf von Suez in der Straße von Gubal vor Hurghada und el-Guna.

## Name
Das etwa wie ein Dreieck geformte Korallenriff trägt den Namen wahrscheinlich aufgrund des dort 1869 verunglückten britischen Dampfseglers SS Carnatic, der unter anderem Kupferbarren geladen hatte. Freitauchende einheimische Beduinen waren an der Bergung dieser Fracht beteiligt, weshalb die Vermutung naheliegend ist, dass aus diesen Geschehnissen der Name des Riffs entstand.

## Lage
Das etwa fünf Kilometer nördlich der Insel Shadwan gelegene Riff ragt in die stark von Schiffen befahrene Straße von Gubal hinein und ist deshalb ein gefährliches Schifffahrtshindernis. Schiʿb Abu Nuhas gilt für Schiffe als letzte Hürde auf dem Weg vom Suezkanal in das offene Meer. Da sich die Korallen bis kurz unter die Wasseroberfläche erstrecken, diese aber nicht durchbrechen, ist das Riff insbesondere bei unbewegter See und niedrig stehender Sonne oder Dunkelheit nur schwer zu erkennen.

## Schiffsunglücke
Am Schiʿb Abu Nuhas hat es mehrere Schiffsunglücke gegeben, weshalb es als Schiffsfriedhof bezeichnet wird. Als Totalverluste bekannt sind die britische Carnatic mit 30 Todesopfern (1869), die panamaischen Frachtschiffe Kimon M (1978) und Olden (1987) sowie die griechischen Frachter Marcus (1978), Chrisoula K (1981), Giannis D (1983). Weitere Schiffe liefen auf, konnten aber wieder befreit werden. Der abgetrennte Bug der Kimon M. liegt auf dem Riff und ragt aus dem Wasser. Ob sich im Bereich des Schiʿb Abu Nuhas weitere Wracks befinden, ist nicht bekannt. Während das deutsche Autorenteam Claus-Peter Stoll, Udo Kefrig und Christian Mietz von insgesamt mindestens sieben gesunkenen Schiffen ausgeht, bezweifelt der britische Wrackexperte Ned Middleton, dass es dort mehr als vier Wracks gibt. Den auf dem Riff liegenden Bug, den andere Autoren als Beweis für die Existenz eines weiteren Wracks halten, ordnet er fälschlicherweise der Chrisoula K zu. Der Rest der Chrisoula K liegt 400 Meter nördlich des Riffes in 25 Metern Tiefe. Die Lage der Olden ist unbekannt.

## Tauchplatz
Aufgrund der vielen Schiffswracks und der einzigartigen Unterwasserwelt des Roten Meeres ist dieses Riff bei Sporttauchern sehr beliebt und wird häufig von Tauchbooten aus Hurghada und el-Guna angefahren. Das Riff selbst weist schöne Steinkorallenformationen auf (u. a. große Tischkorallen). Die Wracks sind stark mit Stein-, Leder- und Weichkorallen bewachsen und haben sich zu künstlichen Riffen entwickelt. Darüber hinaus bieten sie zahlreichen Fischen sowie anderen Meerestieren Unterschlupf. Der starke Tauchbetrieb führt allerdings zu Schäden am Riff und an den Wracks, die zudem von Souvenirsammlern gründlich ausgeplündert worden sind. Prinzipiell ist das Tauchen relativ sicher, da die Wracks in moderaten Tiefen liegen (meist etwa 25–27 m), Risiken stellen neben einem zu tiefen Eindringen in die Wracks mit ungeeigneter Ausrüstung auch die teilweise starke Brandung sowie die wechselnden Strömungen dar.